# 칼바리아제브지도프스카 공원

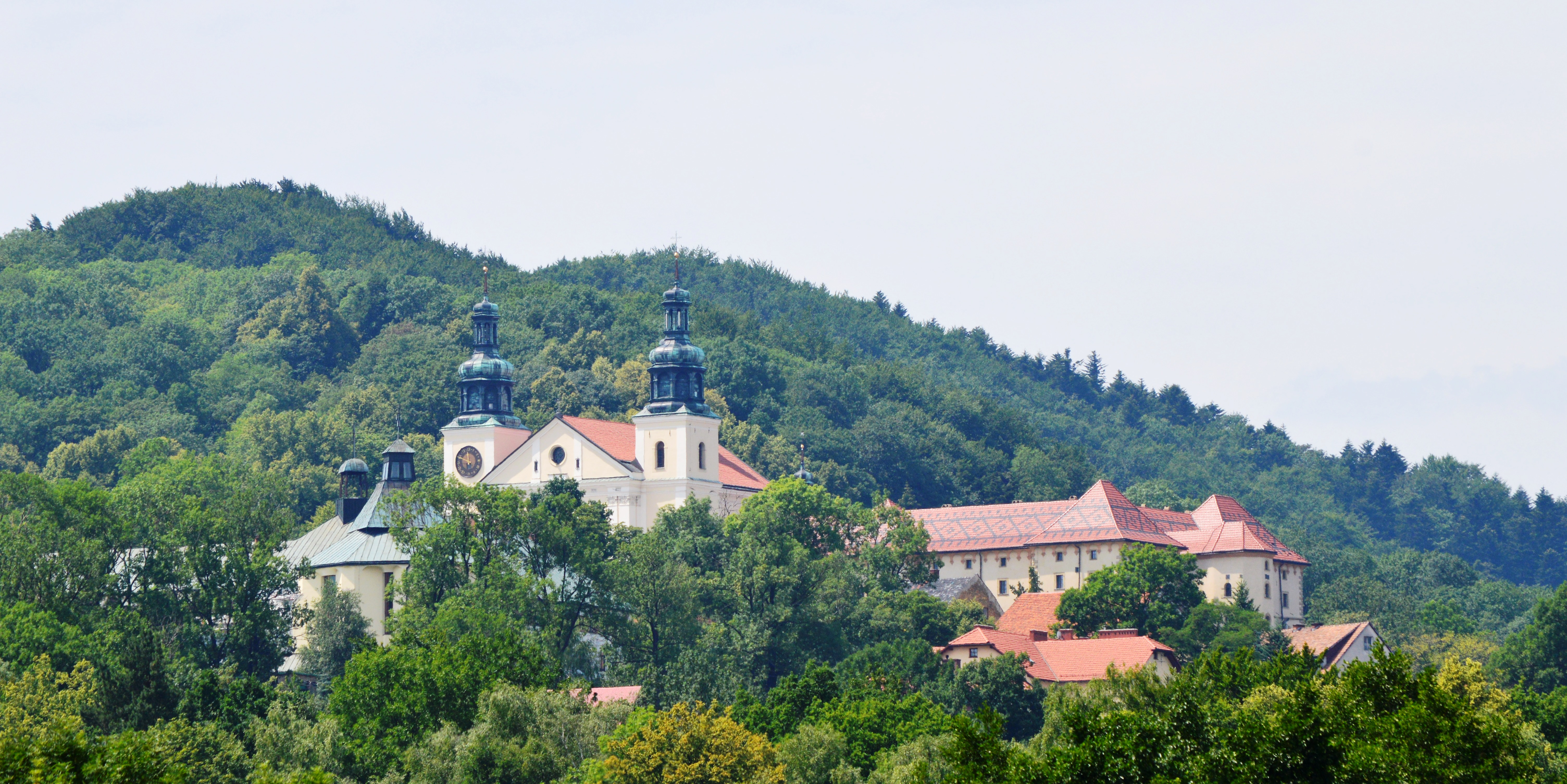
칼바리아제브지도프스카 공원

칼바리아제브지도프스카 공원(폴란드어: Sanktuarium w Kalwarii Zebrzydowskiej)은 폴란드 마워폴스카주 칼바리아제브지도프스카에 있는 17세기에 건설된 매너리즘 건축과 공원 조경 단지이자 성지다.
1999년에 유네스코 세계문화유산 목록에 추가되었다. 2000년 11월 17일에는 폴란드의 공식 국가 역사 기념물에 등재되었다.